# Bodgate
Bodgate – osada w Anglii, w Kornwalii. Leży 101 km na północny wschód od miasta Penzance i 315 km na zachód od Londynu.